# Edwardsiella ictaluri
Edwardsiella ictaluri è un batterio gram-negativo. Provoca la malattia dei pesci nota come setticemia enterica, che colpisce principalmente i pesci gatto e può provocare seri danni laddove questi pesci sono importanti per la pesca o l'itticoltura.